# Лекажевиці
Лекажевиці (пол. Lekarzewice) — село в Польщі, у гміні Осенцини Радзейовського повіту Куявсько-Поморського воєводства.
Населення — 120 осіб (2011).
У 1975-1998 роках село належало до Влоцлавського воєводства.

## Демографія
Демографічна структура станом на 31 березня 2011 року:
|          | Загалом | Допрацездатний вік | Працездатний вік | Постпрацездатний вік |
| -------- | ------- | ------------------ | ---------------- | -------------------- |
| Чоловіки | 58      | 8                  | 42               | 8                    |
| Жінки    | 62      | 15                 | 36               | 11                   |
| Разом    | 120     | 23                 | 78               | 19                   |